# St. Peter und Paul (Grabenstetten)

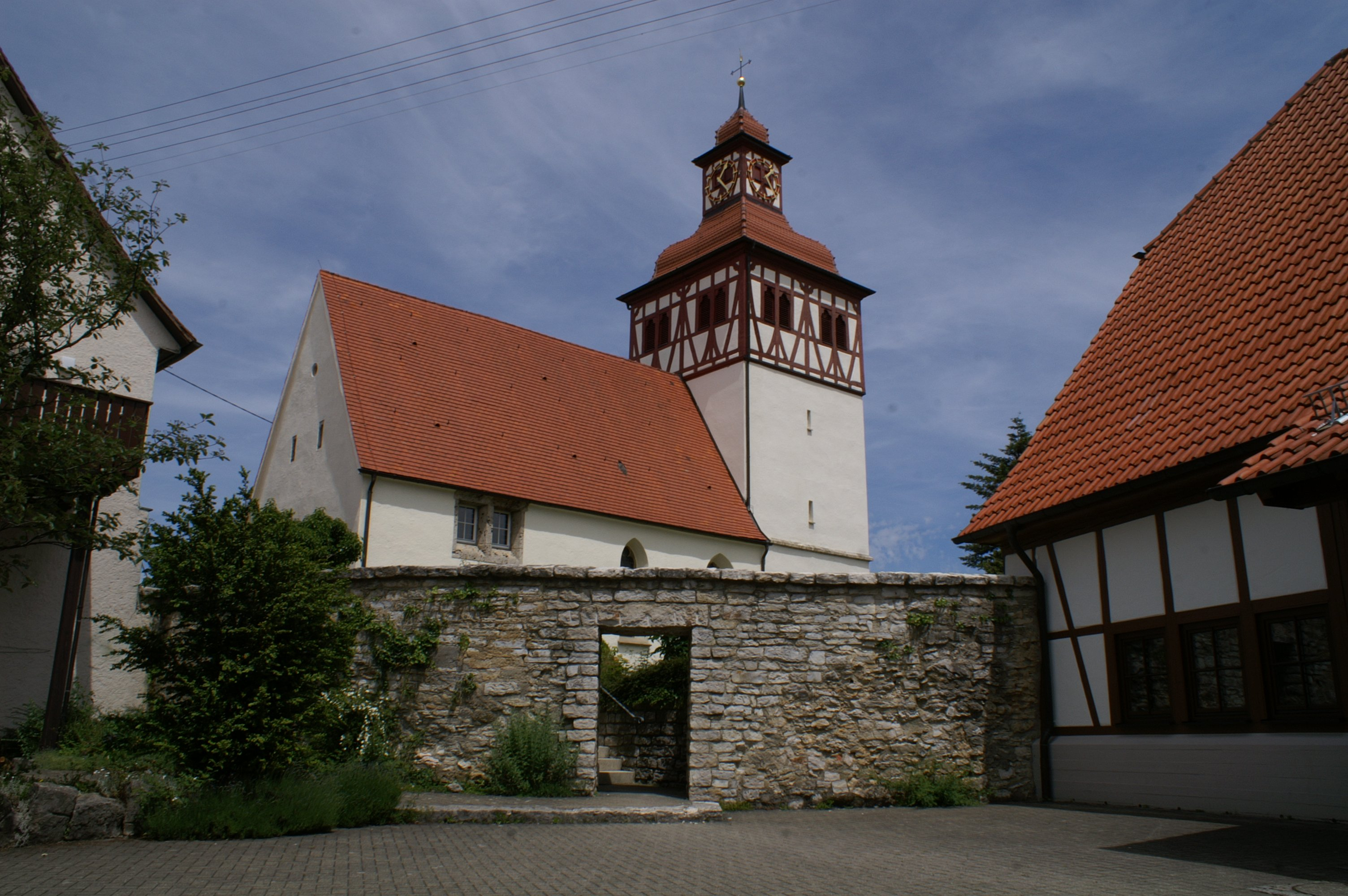
St. Peter und Paul in Grabenstetten

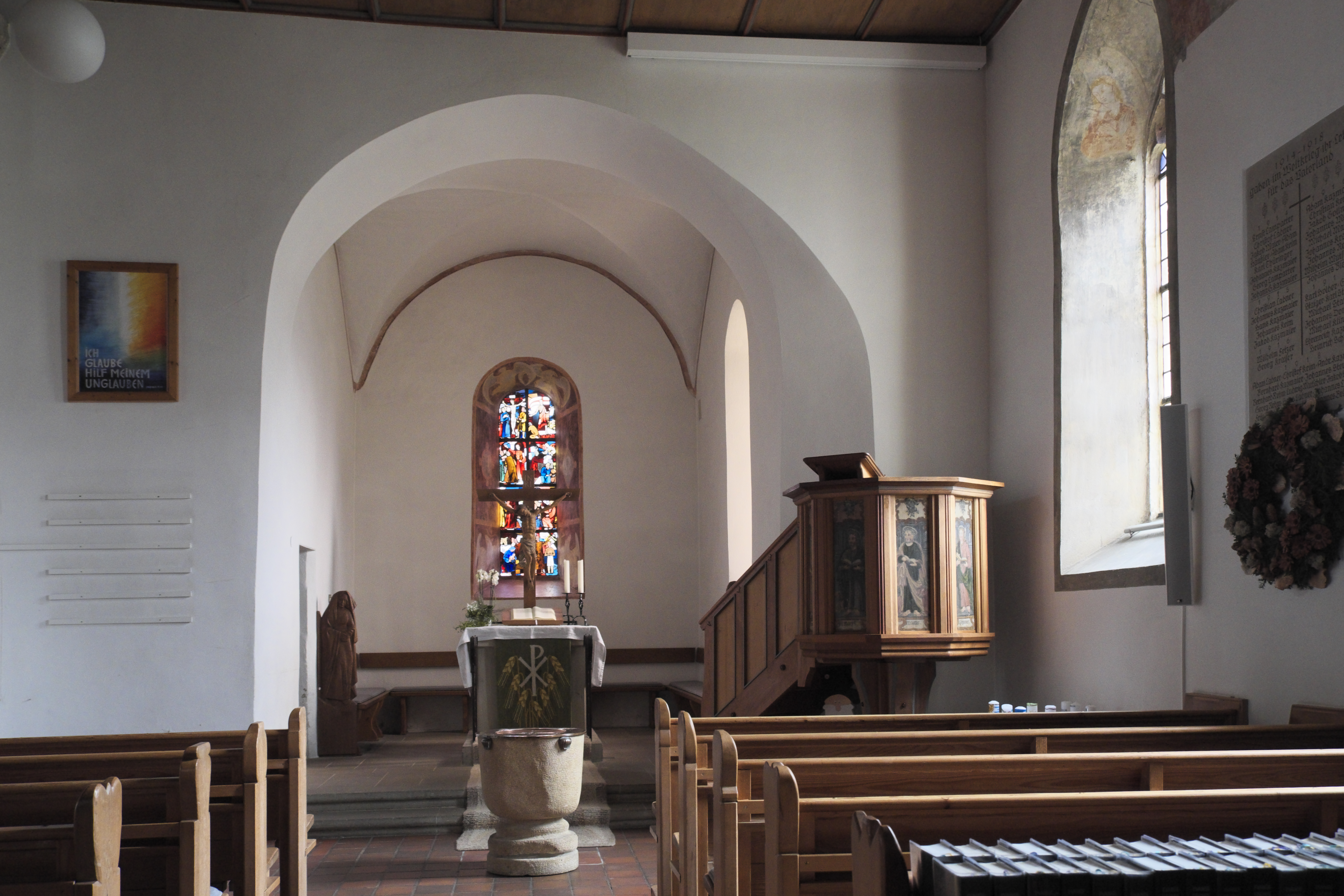
Innenansicht

Die evangelische Kirche St. Peter und Paul steht in Grabenstetten, einer Gemeinde im Landkreis Reutlingen in Baden-Württemberg. Die Kirchengemeinde gehört zur Evangelischen Landeskirche in Württemberg. Das Bauwerk ist als Denkmal beim Landesamt für Denkmalpflege Baden-Württemberg eingetragen.

## Beschreibung
Die Saalkirche besteht aus einem spätgotischen Langhaus und einem im Kern romanischen Chorturm im Osten, der mit einem Geschoss aus Holzfachwerk aufgestockt wurde, das den Glockenstuhl beherbergt. Darauf sitzt eine Glockenhaube, die von einem quadratischen Dachreiter zur Unterbringung der Turmuhr bekrönt ist.
Im Innenraum des Langhauses befinden sich Reste von Wandmalereien, auf denen die Himmelfahrt Mariens und das Jüngste Gericht zu erkennen sind. Die Orgel wurde 1992 als Opus 5873 von der E. F. Walcker & Cie. gebaut.